# Professional'nyj Basketbol'nyj klub CSKA 2012-2013
Questa voce raccoglie le informazioni riguardanti il Professional'nyj Basketbol'nyj klub CSKA nelle competizioni ufficiali della stagione 2012-2013.

## Stagione
La stagione 2012-2013 del Professional'nyj Basketbol'nyj klub CSKA è la 22ª nel massimo campionato russo di pallacanestro, la Professional'naya basketbol'naya liga.

## Roster
Aggiornato al 12 luglio 2019
| CSKA Mosca 2012-13 | CSKA Mosca 2012-13 |
| Giocatori          | Staff tecnico      |
| ------------------ | ------------------ |

| N. | Naz.                                    | Ruolo | Nome                 | Anno | Alt.   | Peso   |  |
| -- | --------------------------------------- | ----- | -------------------- | ---- | ------ | ------ |  |
| 4  | Serbia (bandiera)                       | P     | Miloš Teodosić       | 1987 | 195 cm | 87 kg  |  |
| 5  | Serbia (bandiera)                       | AP    | Vladimir Micov       | 1985 | 201 cm | 101 kg |  |
| 6  | Moldavia (bandiera) · Russia (bandiera) | AG    | Aleksandr Gudumak    | 1993 | 204 cm | 110 kg |  |
| 7  | Stati Uniti (bandiera)                  | P     | Aaron Jackson        | 1986 | 190 cm | 83 kg  |  |
| 11 | Russia (bandiera)                       | C     | Dmitrij Sokolov      | 1985 | 214 cm | 115 kg |  |
| 12 | Serbia (bandiera)                       | C     | Nenad Krstić         | 1983 | 212 cm | 110 kg |  |
| 13 | Stati Uniti (bandiera)                  | AP    | Sonny Weems          | 1986 | 198 cm | 93 kg  |  |
| 14 | Russia (bandiera)                       | AP    | Aleksej Zozulin      | 1983 | 199 cm | 98 kg  |  |
| 17 | Serbia (bandiera)                       | C     | Zoran Erceg          | 1985 | 211 cm | 122 kg |  |
| 18 | Russia (bandiera)                       | G     | Evgenij Voronov      | 1986 | 194 cm | 95 kg  |  |
| 20 | Russia (bandiera)                       | AG    | Andrej Voroncevič    | 1987 | 207 cm | 107 kg |  |
| 21 | Stati Uniti (bandiera)                  | G     | Drew Nicholas        | 1981 | 193 cm | 80 kg  |  |
| 22 | Stati Uniti (bandiera)                  | G     | Dionte Christmas     | 1986 | 196 cm | 93 kg  |  |
| 24 | Russia (bandiera)                       | C     | Saša Kaun            | 1985 | 213 cm | 111 kg |  |
| 31 | Russia (bandiera)                       | AG    | Viktor Chrjapa (C)   | 1982 | 203 cm | 101 kg |  |
| 33 | Russia (bandiera)                       | GA    | Anton Ponkrašov      | 1986 | 200 cm | 96 kg  |  |
| 44 | Grecia (bandiera)                       | P     | Theodōros Papaloukas | 1977 | 200 cm | 102 kg |  |

| Allenatore |
| - Ettore Messina                                                                                              |
| Assistente/i                                                                                                  |
| - Evaldas Kandratavičius - Dmitrij Šakulin - Quin Snyder Legenda - (C) Capitano - (IN) Inattivo - Infortunato |

## Mercato

### Sessione estiva
| Acquisti | Acquisti        | Acquisti             | Acquisti   | Acquisti |
| R.a      | Nome            | da                   | Modalità   |          |
| -------- | --------------- | -------------------- | ---------- | -------- |
| AP       | Vladimir Micov  | Pall. Cantù          | definitivo |          |
| C        | Zoran Erceg     | Beşiktaş             | definitivo |          |
| P        | Aaron Jackson   | Bilbao Berri         | definitivo |          |
| G        | Drew Nicholas   | Free agent           | definitivo |          |
| AP       | Sonny Weems     | Žalgiris Kaunas      | definitivo |          |
| AP       | Aleksej Zozulin | Sptk. S. Pietroburgo | definitivo |          |

| Cessioni | Cessioni           | Cessioni             | Cessioni       | Cessioni |
| R.       | Nome               | a                    | Modalità       |          |
| -------- | ------------------ | -------------------- | -------------- | -------- |
| C        | Darjuš Lavrinovič  | Žalgiris Kaunas      | rescissione    |          |
| A        | Andrej Kirilenko   | Minnesota T'wolves   | fine contratto |          |
| AP       | Nikita Kurbanov    | Sptk. S. Pietroburgo | fine contratto |          |
| G        | Jamont Gordon      | Galatasaray          | rescissione    |          |
| G        | Aleksej Šved       | Minnesota T'wolves   | fine contratto |          |
| GA       | Sammy Mejía        | Bandırma Banvit      | rescissione    |          |
| AP       | Ramūnas Šiškauskas |                      | ritirato       |          |

### Dopo l'inizio della stagione
| Acquisti | Acquisti             | Acquisti       | Acquisti         | Acquisti   |
| R.       | Nome                 | da             | Data             | Modalità   |
| -------- | -------------------- | -------------- | ---------------- | ---------- |
| G        | Dionte Christmas     | Boston Celtics | 31 ottobre 2012  | definitivo |
| P        | Theodōros Papaloukas | Free agent     | 24 dicembre 2012 | definitivo |

| Cessioni | Cessioni         | Cessioni   | Cessioni         | Cessioni    |
| R.       | Nome             | a          | Data             | Modalità    |
| -------- | ---------------- | ---------- | ---------------- | ----------- |
| G        | Drew Nicholas    |            | 23 novembre 2012 | ritirato    |
| G        | Dionte Christmas | Free agent | 21 febbraio 2013 | rescissione |